# Mýa (énekesnő)
Mýa, születési nevén Mya Marie Harrison (Washington, 1979. október 10. –)  Grammy-díjas amerikai R&B énekes, dalszerző, színésznő, producer, táncos, koreográfus, modell, aktivista.

## Élete
Marylandben nőtt fel. Egy jamaicai-olasz család sarja, Theresának, egy könyvelőnek, és Sherman Harrisonn zenész–énekesnek a leánya. Már kislányként tanult énekelni, amikor pedig meglátta a Pop Királyaként ünnepelt Michael Jackson Thriller című klipjét, elhatározta, hogy táncosnő lesz. Megtanult táncolni – különösen a sztepptánc rejtelmeiben mélyült el – és nagyon hamar felhívta magára a figyelmet. Még nem volt nagykorú, amikor első szerződését aláírták helyette. 19 évesen (1998-ban) kiadta első szólólemezét, amely kétszeres platina lett, majd rá egy évre (1999-ben) megjelent második albuma, 2001-ben pedig bekerült abba a négyesbe (Pink, Christina Aguilera, Lil’ Kim és ő maga), amely újra elénekelte a Lady Marmalade című dalt. Mýa azóta is népszerű, és színésznőként is egyre ismertebb lett. Szerepelt a Chicago című nagy sikerű zenés filmben, az NCIS-ben, a 2005-ben mozikba került Vérfarkas című filmben pedig szinte már főszerepet játszott.
Sokoldalú művész, önálló estet tartott, hegedült, dobolt, zenét szerzett, koreográfiákat készített, ruhákat tervezett.

## Diszkográfia
- Mýa (1998)
- Fear of Flying (2000)
- Moodring (2003)
- Liberation (2007)
- Sugar & Spice (2008)

## Filmszerepei (kivonat)
- 1999: Ikercsajok (Sister, Sister), tévésorozat; Mya
- 1999: A bűn mélyén (In Too Deep); Loretta
- 2002: A hetedik érzék (Haunted), tévésorozat; vudu papnő
- 2002: Chicago; önmaga
- 2004: Eltűntnek nyilvánítva (1-800-Missing), tévésorozat; Kira
- 2004: Dirty Dancing - Piszkos tánc 2. (Dirty Dancing: Havana Nights); Lola Martinez
- 2004: Hölgyválasz (Shall We Dance?); menyasszony
- 2005: Elátkozottak / Vérfarkas (Cursed); Jenny
- 2005: NCIS – Tengerészeti helyszínelő (NCIS), tévésorozat; Samantha „Jade” King
- 2007: Kettős élet (Cover); Cynda
- 2014: Csápok a mélyből (Bermuda Tentacles), tévéfilm; Plummer hadnagy
- 2021: Lazarus, Flóra

## További információ
- Hivatalos oldal
- Mýa a PORT.hu-n (magyarul)
- Mýa az Internetes Szinkronadatbázisban (magyarul)
- Mýa az Internet Movie Database-ben (angolul)
- Mýa a Rotten Tomatoeson (angolul)